# Katastrofa lotu Provincetown-Boston Airlines 1039
Katastrofa lotu Provincetown-Boston Airlines 1039 – katastrofa lotnicza, która wydarzyła się 6 grudnia 1984 roku na lotnisku w Jacksonville w Stanach Zjednoczonych. Embraer 110 linii PBA rozbił się pół minuty po starcie zabijając wszystkich na pokładzie: 13 osób.

## Samolot
Samolotem, który uległ wypadkowi był Embraer EMB 110 Bandeirante należący do regionalnych linii Provincetown-Boston Airlines z numerami rejestracyjnymi N86PB.

## Przebieg lotu
Lot 1039 wystartował z lotniska w Jacksonville o 18:12 czasu lokalnego. Gdy maszyna wzniosła się na 200 metrów, od ogona oderwał się ster wysokości wraz z częścią stabilizatora poziomego. Samolot szybko zaczął spadać. Po trzydziestu sekundach od startu rozbił się ok. 2 km od progu pasa startowego. Zginęli wszyscy pasażerowie i członkowie załogi - 13 osób.

## Przyczyny katastrofy
Z raportu NTSB z 24 czerwca 1986 roku wynika, że bezpośrednią odpowiedzialność za wypadek ponosi personel lotniska. Podczas naprawy przewodów elektrycznych i łączeń steru wysokości przeoczono ważny element, który nie został wstawiony z powrotem na swoje miejsce. W efekcie ster się oderwał doprowadzając do katastrofy. Wkrótce po wydaniu oficjalnego raportu linie PBA zostały wykupione przez People Express.